# 中野与吉郎
中野 与吉郎（なかの よきちろう、1894年〈明治27年〉8月24日 - 没年不明）は、日本の内務・警察官僚。弁護士。官選県知事。旧姓・住田。

## 経歴
滋賀県出身。第三高等学校を卒業。1919年10月、高等試験行政科試験に合格。1920年、東京帝国大学法科大学を卒業。内務省に入省し大阪府属兼大阪府警部となる。
以後、島根県書記官・学務部長、群馬県書記官・警察部長、福井県書記官・警察部長、宮城県書記官・警察部長、内務書記官兼警察講習所教授、警保局警務課長、神奈川県書記官・総務部長、内務省土木局河川課長などを歴任。
1937年11月、福井県知事に就任。戦時体制の整備、結核撲滅に尽力。1939年4月、内務省神社局長兼造神宮副使に転じた。1940年4月、三重県知事に就任。戦時体制の整備のため、県庁の機構改革、青年学校の振興などを推進した。1942年10月、知事を依願免本官となり退官。その後、大阪府食糧営団理事長を務めた。ほか、弁護士を開業した。
戦後、公職追放となる。

## 栄典
- 1940年（昭和15年）8月15日 - 紀元二千六百年祝典記念章[8]
- 1941年（昭和16年）12月9日
  - 満州帝国：勲三位桂国章[9]
  - 満州帝国：建国神廟創建記念章[9]